# 1066 Lobelia
Az 1066 Lobelia (ideiglenes jelöléssel 1926 RA) a Naprendszer kisbolygóövében található aszteroida. Karl Wilhelm Reinmuth fedezte fel 1926. szeptember 1-jén.